# Newmont Mining
Newmont Minings — американская горнодобывающая компания, специализирующаяся на золотодобыче. В 2020 году на неё пришлось 6 % мировой добычи золота (первое место в мире). В списке крупнейших публичных компаний мира Forbes Global 2000 за 2021 год компания заняла 337-е место (234-е по чистой прибыли, 325-е по рыночной капитализации, 832-е по активам, 902-е по размеру выручки).

## История
Компания Newmont Corporation была основана в 1921 году полковником Уильямом Бойсом Томпсоном (William Boyce Thompson) как холдинговая компания для его различных инвестиций. Томпсон родился в 1869 году, с 1905 года работал на Уолл-Стрит, покупая акции начинающих компаний и, спустя некоторое время, продавая их по более высокой цене. В основном он специализировался на акциях горнодобывающих и нефтяных компаний. Томпсон умер в 1930 году и контроль над компанией перешёл к его поверенному, Чарльзу Эйеру (Charles F. Ayer). Наиболее удачным проектом начала 1940-х годов стала покупка медной шахты Цумеб в юго-западной Африке (Намибия), конфискованной у её германских владельцев с началом Второй мировой войны. В 1951 году компания при поддержке J. P. Morgan & Co. и Metropolitan Life инвестировала в разработку никелевой шахты Sherritt Gordon Mines в Канаде; впоследствии она стала одним из крупнейших в мире производителей никеля.
В 1954 году президентом компании стал Платон Малоземов (сын управляющего директора компании по разработке Ленских приисков Lena Goldfields, Ltd.). Начался период роста компании. В 1955 году компания стала соучредителем Медной корпорации южного Перу, также начала работу шахта по добыче оксида урана в штате Вашингтон, создано несколько совместных проектов в ЮАР, Филиппинах, Канаде и Алжире. В 1957 году была поглощена Empire Star Mines Company, а в 1962 году установлен контроль над одним из крупнейших производителей меди в США Magma Copper. В 1965 году начала работу золотодобывающая шахта Карлин в штате Невада, через несколько лет ставшая второй крупнейшей в США. В 1969 году было завершено поглощение Magma Copper, на 1970 год три четверти выручки компании давала добыча меди. В 1974 году была куплена компания Foote Mineral Company, разрабатывавшая одно из крупнейших в мире месторождений сподумена (руды лития) в Северной Каролине. Из-за падения цен на медь компания к концу 1970-х годов начала перестраиваться на золотодобычу, в 1979 году начала работу шахта Телфер в Большой песчаной пустыне в Австралии; благодаря этому выручка от добычи золота в этом году превысила выручку от всех операций в 1978 году. В 1980 году было открыто месторождение Голд-Куэрри с запасами более 8 млн унций золота (крупнейшее открытие золотого месторождения в XX веке). В 1981 году британская компания Consolidated Gold Fields приобрела 26 % акций Newmont, через два года увеличив долю до 33,3 %. В 1987 году компании удалось избежать поглощения инвестиционной группой Ivanhoe Partners, но выплата щедрых дивидендов (по 33 доллара на акцию) потребовала серьёзной реорганизации: были проданы Magma Copper и Foote Mineral Company, все 4 шахты в ЮАР, а также доля в компании Du Pont. К началу 1990- х годов Newmont стала сугубо золотодобывающей компанией. В 1988 году штаб-квартира была перенесена из Нью-Йорка в Денвер (штат Колорадо). В 1990 году австралийский филиал отделился в компанию Newcrest Mining.
В последующие годы золотодобывающие активы пополнялись за счёт поглощения таких компаний, как Santa Fe Pacific Corporation, Battle Mountain Gold (2001 год), Normandy Mining и Franco-Nevada Mining Corporation (2002 год), Miramar Mining Corporation (Канада, 2008 год), Fronteer Gold Inc. (Канада, 2011 год), Goldcorp (Канада, 2019 год, за $10 млрд).
В мае 2023 года было достигнуто соглашение о том, что Newmont Mining купит свой бывший австралийский филиал Newcrest Mining за 19,2 млрд долларов, что стало крупнейшей сделкой золотодобывающей отрасли и закрепило за Newmont Mining статус крупнейшей в мире компании по добыче золота.

## Деятельность
В 2020 году компанией было произведено 5,8 млн унций золота (197 тонн), 27,8 млн унций серебра (945 тонн), 23 тысячи тонн меди, 73 тысячи тонн свинца и 155 тысяч тонн цинка. Доказанные и возможные запасы золота составляли на конец года 28,9 млн унций и 65,3 млн унций соответственно (в сумме 94,2 млн унций, 3200 тонн).
Регионы добычи:
- Северная Америка — 25 % добычи золота; основные шахты: Криппл-Крик энд Виктор в США, Масселуайт, Поркупайн и Элеанор в Канаде, Пеньяскито в Мексике.
- Южная Америка — 17 % добычи золота; основные шахты: Янакоча в Перу, Мериан в Суринаме, Серро Негро в Аргентине, Пуэбло Вьехо в Доминиканской Республике (40 %).
- Австралия — 20 % добычи золота; основные шахты: Боддингтон и Танками.
- Африка — 15 % добычи золота; основные шахты: Ахафо и Окием в Гане.
- Невада — 23 % добычи золота; 38,5 % в компании Nevada Gold Mines (NGM, остальная доля у Barrick Gold), основные шахты: Кортес, Карлин, Феникс, Твин-Крикс, Лонг-Каньон[2].